# Gordon Dineen
Pour les articles homonymes, voir Dineen.
Gordon Dineen (né le 21 septembre 1962 à Toronto, Ontario au Canada) est un joueur professionnel et entraîneur canadien de hockey sur glace.

## Carrière en club
Dineen commence sa carrière professionnelle en 1980 en jouant pour les Greyhounds de Sault-Sainte-Marie de l'OHL pendant deux saisons. Entre ces deux saisons, il se présente au repêchage d'entrée dans la LNH 1981 et est choisi par les Islanders de New York au deuxième tour (42e choix) et joue son premier match dans la LNH pour la saison 1982-1983 de la LNH.
Il joue quasiment toute cette saison-là avec l'équipe de CHL des Checkers d'Indianapolis et il reçoit le titre du meilleur défenseur de la saison (trophée Bobby Orr).
Il joue au hockey jusqu'à la fin de la saison 1999-2000.
En 1990-1991 et 1991-1992, il joue quelques matchs de saison dans l'équipe des Penguins de Pittsburgh qui gagne la Coupe Stanley et est le capitaine des Sénateurs d'Ottawa pour la saison 1993-1994 de la LNH.
Il a joué au total 528 matchs dans la LNH avec 16 buts et 90 assistances.

## Carrière d'entraîneur
Lors de sa dernière saison de joueur, il est également entraîneur-adjoint de l'équipe des Grizzlies de l'Utah.
Le 19 août 2008, il devient le premier entraîneuf-chef des Chops de l'Iowa dans la Ligue américaine de hockey.

## Parenté dans le sport
- Fils du joueur et entraîneur de hockey Bill Dineen.
- Frère des joueurs de hockey Kevin Dineen et Peter Dineen.

## Statistiques

### En club
| Saison     | Équipe                           | Ligue      |     | Saison régulière | Saison régulière | Saison régulière | Saison régulière | Saison régulière |    | Séries éliminatoires | Séries éliminatoires | Séries éliminatoires | Séries éliminatoires | Séries éliminatoires |
| Saison     | Équipe                           | Ligue      | PJ  | B                | A                | Pts              | Pun              | PJ               | B  | A                    | Pts                  | Pun                  |                      |                      |
| 1980-1981  | Greyhounds de Sault-Sainte-Marie | LHO        | 68  | 4                | 26               | 30               | 158              |                  |    |                      |                      |                      |                      |                      |
| 1981-1982  | Greyhounds de Sault-Sainte-Marie | LHO        | 68  | 9                | 45               | 54               | 185              | 13               | 1  | 2                    | 3                    | 52                   |                      |                      |
| 1982-1983  | Checkers d'Indianapolis          | CHL        | 73  | 10               | 47               | 57               | 78               | 13               | 2  | 10                   | 12                   | 29                   |                      |                      |
| 1982-1983  | Islanders de New York            | LNH        | 2   | 0                | 0                | 0                | 4                | --               | -- | --                   | --                   | --                   |                      |                      |
| 1983-1984  | Checkers d'Indianapolis          | CHL        | 26  | 4                | 13               | 17               | 63               | --               | -- | --                   | --                   | --                   |                      |                      |
| 1983-1984  | Islanders de New York            | LNH        | 43  | 1                | 11               | 12               | 32               | 9                | 1  | 1                    | 2                    | 28                   |                      |                      |
| 1984-1985  | Indians de Springfield           | LAH        | 25  | 1                | 8                | 9                | 46               | --               | -- | --                   | --                   | --                   |                      |                      |
| 1984-1985  | Islanders de New York            | LNH        | 48  | 1                | 12               | 13               | 89               | 10               | 0  | 0                    | 0                    | 26                   |                      |                      |
| 1985-1986  | Indians de Springfield           | LAH        | 11  | 2                | 3                | 5                | 20               | --               | -- | --                   | --                   | --                   |                      |                      |
| 1985-1986  | Islanders de New York            | LNH        | 57  | 1                | 8                | 9                | 81               | 3                | 0  | 0                    | 0                    | 2                    |                      |                      |
| 1986-1987  | Islanders de New York            | LNH        | 71  | 4                | 10               | 14               | 110              | 7                | 0  | 4                    | 4                    | 4                    |                      |                      |
| 1987-1988  | Islanders de New York            | LNH        | 57  | 4                | 12               | 16               | 62               | --               | -- | --                   | --                   | --                   |                      |                      |
| 1987-1988  | North Stars du Minnesota         | LNH        | 13  | 1                | 1                | 2                | 21               | --               | -- | --                   | --                   | --                   |                      |                      |
| 1988-1989  | Wings de Kalamazoo               | LIH        | 25  | 2                | 6                | 8                | 49               | --               | -- | --                   | --                   | --                   |                      |                      |
| 1988-1989  | North Stars du Minnesota         | LNH        | 2   | 0                | 1                | 1                | 2                | --               | -- | --                   | --                   | --                   |                      |                      |
| 1988-1989  | Penguins de Pittsburgh           | LNH        | 38  | 1                | 2                | 3                | 42               | 11               | 0  | 2                    | 2                    | 8                    |                      |                      |
| 1989-1990  | Penguins de Pittsburgh           | LNH        | 69  | 1                | 8                | 9                | 125              | --               | -- | --                   | --                   | --                   |                      |                      |
| 1990-1991  | Lumberjacks de Muskegon          | LIH        | 40  | 1                | 14               | 15               | 57               | 5                | 0  | 2                    | 2                    | 0                    |                      |                      |
| 1990-1991  | Penguins de Pittsburgh           | LNH        | 9   | 0                | 0                | 0                | 6                | --               | -- | --                   | --                   | --                   |                      |                      |
| 1991-1992  | Lumberjacks de Muskegon          | LIH        | 79  | 8                | 37               | 45               | 83               | 14               | 2  | 4                    | 6                    | 33                   |                      |                      |
| 1991-1992  | Penguins de Pittsburgh           | LNH        | 1   | 0                | 0                | 0                | 0                | --               | -- | --                   | --                   | --                   |                      |                      |
| 1992-1993  | Gulls de San Diego               | LIH        | 41  | 6                | 23               | 29               | 36               | --               | -- | --                   | --                   | --                   |                      |                      |
| 1992-1993  | Sénateurs d'Ottawa               | LNH        | 32  | 2                | 4                | 6                | 30               | --               | -- | --                   | --                   | --                   |                      |                      |
| 1993-1994  | Gulls de San Diego               | LIH        | 3   | 0                | 0                | 0                | 2                | --               | -- | --                   | --                   | --                   |                      |                      |
| 1993-1994  | Sénateurs d'Ottawa               | LNH        | 77  | 0                | 21               | 21               | 89               | --               | -- | --                   | --                   | --                   |                      |                      |
| 1994-1995  | Grizzlies de Denver              | LIH        | 68  | 5                | 27               | 32               | 75               | 17               | 1  | 6                    | 7                    | 8                    |                      |                      |
| 1994-1995  | Islanders de New York            | LNH        | 9   | 0                | 0                | 0                | 2                | --               | -- | --                   | --                   | --                   |                      |                      |
| 1995-1996  | Grizzlies de l'Utah              | LIH        | 82  | 1                | 17               | 18               | 89               | 22               | 0  | 3                    | 3                    | 14                   |                      |                      |
| 1996-1997  | Grizzlies de l'Utah              | LIH        | 81  | 5                | 29               | 34               | 62               | 7                | 0  | 3                    | 3                    | 4                    |                      |                      |
| 1997-1998  | Grizzlies de l'Utah              | LIH        | 82  | 3                | 34               | 37               | 63               | 4                | 0  | 2                    | 2                    | 2                    |                      |                      |
| 1998-1999  | Grizzlies de l'Utah              | LIH        | 77  | 5                | 22               | 27               | 78               | --               | -- | --                   | --                   | --                   |                      |                      |
| 1999-2000  | Wolves de Chicago                | LIH        | 17  | 1                | 2                | 3                | 14               | 16               | 0  | 5                    | 5                    | 12                   |                      |                      |
| 1999-2000  | Grizzlies de l'Utah              | LIH        | 50  | 0                | 18               | 18               | 26               | --               | -- | --                   | --                   | --                   |                      |                      |
| Totaux LNH | Totaux LNH                       | Totaux LNH | 528 | 16               | 90               | 106              | 695              | 40               | 1  | 7                    | 8                    | 68                   |                      |                      |